# Alamo Bowl 2024
Match précédent Match suivant
Le  Bowl 2024 est un match de football américain de niveau universitaire joué après la saison régulière de 2024, le 28 décembre 2024 au Alamodome situé à San Antonio dans l'État du Texas aux États-Unis
Il s'agit de la 32e édition de l'Alamo Bowl.
Le match met les Cougars de BYU et des Buffaloes du Colorado, deux équipes membres de la Big 12 Conference.
Programmé vers 18 h 30 locales (le 29 décembre vers 0 h 30 en France), la rencontre est retransmis à la télévision par ABC.
Sponsorisé par la société Valero Energy, le match est officiellement dénommé le 2024 Valero Alamo Bowl.
BYU remporte le match sur le score de 36 à 14. 

## Présentation du match
Il s'agit de la 13e rencontre entre les deux équipes, Colorado en ayant remporté 8 pour 3 à BYU et un nul :
| Saison | Date              | Vainqueur | Score   | Compétition                                 |
| ------ | ----------------- | --------- | ------- | ------------------------------------------- |
| 1988   | 29 décembre 1988  | BYU       | 20 - 17 | Freedom Bowl                                |
| 1981   | 26 septembre 1981 | BYU       | 41 - 20 | Match de saison régulière joué au Colorado  |
| 1947   | 18 octobre 1947   | Colorado  | 09 - 07 | Match de saison régulière joué au Colorado  |
| 1946   | 19 octobre 1946   | BYU       | 10 - 07 | Match de saison régulière joué à BYU (Utah) |
| 1942   | 14 novembre 1942  | Colorado  | 48 - 0  | Match de saison régulière joué au Colorado  |

| Équipes                                                                      | Logos | Couleurs | Conférences | Entraîneurs                    | Stats. saison rég. | Classements avant le bowl | Classements avant le bowl | Classements avant le bowl |
| ---------------------------------------------------------------------------- | ----- | -------- | ----------- | ------------------------------ | ------------------ | ------------------------- | ------------------------- | ------------------------- |
| Équipes                                                                      | Logos | Couleurs | Conférences | Entraîneurs                    | Stats. saison rég. | CFP                       | AP                        | Coaches                   |
| Cougars de BYU                                                               |       |          | Big 12      | Kalani Sitake (en) (9e saison) | 10 - 3             | no 17                     | no 17                     | no 17                     |
| Buffaloes du Colorado                                                        |       |          | Big 12      | Deion Sanders (2e saison)      | 9 - 3              | no 23                     | no 20                     | no 22                     |
| - Arbitre : Kyle Olson (SEC) - Équipe donnée favorite par les bookmakers : ? |       |          |             |                                |                    |                           |                           |                           |

### Cougars de BYU
BYU termine la saison régulière avec un bilan de 10 victoires et 2 défaites (7-2 en matchs de conférence). Les Cougars commencent par une série de 9 victoires et obtiennent ainsi leur meilleur classement 2024 (no 4). Après deux défaites consécutives après la mi-novembre, ils n'entrent plus en comptent pour le tournoi 2024 du CFP.
Ils ont rencontré deux équipes classées dans le Top 25 de l'AP, battant Kansas State et perdant contre Arizona State. Ils terminent classés 3e de la Big 12 Conference derrière #12 Arizona State et #18 Iowa State.
Avant le bowl, ils sont désignés no 17 aux classements CFP, AP et Coaches.
Il s'agit de leur première participation} au Alamo Bowl  et le 41e bowl de leur histoire.

### Buffaloes du Colorado
Colorado termine la saison régulière avec un bilan de 9 victoires et 3 défaites (7-2 en matchs de conférence). Il apparaissent dans les rankings au début du mois de novembre alors qu'ils affichent un bilan provisoire de 6-2. Les Buffaloes n'ont rencontré qu'une seule équipe classée dans le Top 25 de l'AP (défaite 28-31 contre #18 Kansas State). 
Ils terminent la saison régulière classés 4e de la Big 12 Conference derrière #12 Arizona State, #18 Iowa State et #17 BYU.
À l'issue de la saison 2024 (bowl non compris), ils sont désignés no 23 au classement CFP, no 20 au classement AP et no 22 au classement Coaches.
Il s'agit de leur 3e participation au Alamo Bowl et le 31e bowl de leur histoire :
| Saisons | Dates            | Vainqueurs         | Scores   | Finalistes | Bilan   |
| ------- | ---------------- | ------------------ | -------- | ---------- | ------- |
| 2002    | 28 décembre 2002 | Wisconsin          | 31(ET)28 | Colorado   | D : 0-1 |
| 2016    | 29 décembre 2016 | #12 Oklahoma State | 38 - 08  | Colorado   | D : 0-2 |
| 2020    | 29 décembre 2020 | #20 Texas          | 55 - 23  | Colorado   | D : 0-3 |